# Cessna 185

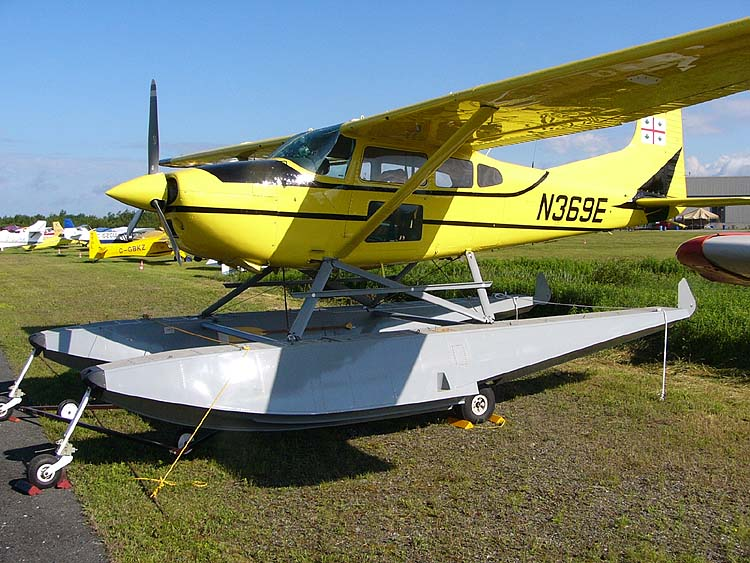
Cessna 185 wyposażona w pływaki

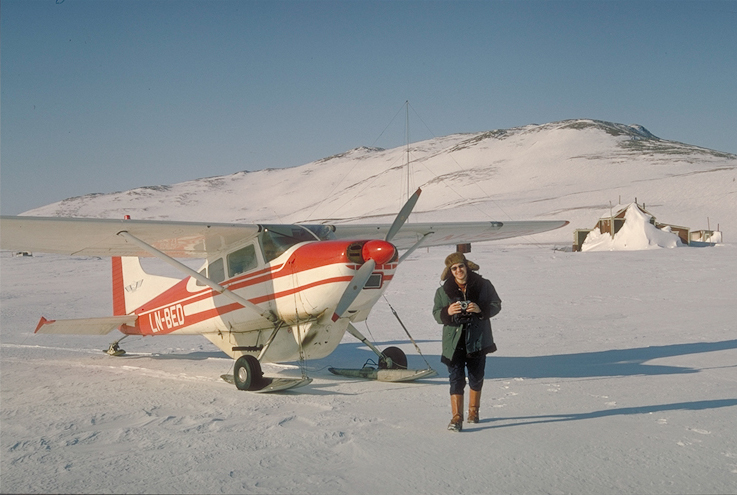
Cessna 185 wyposażona w narty

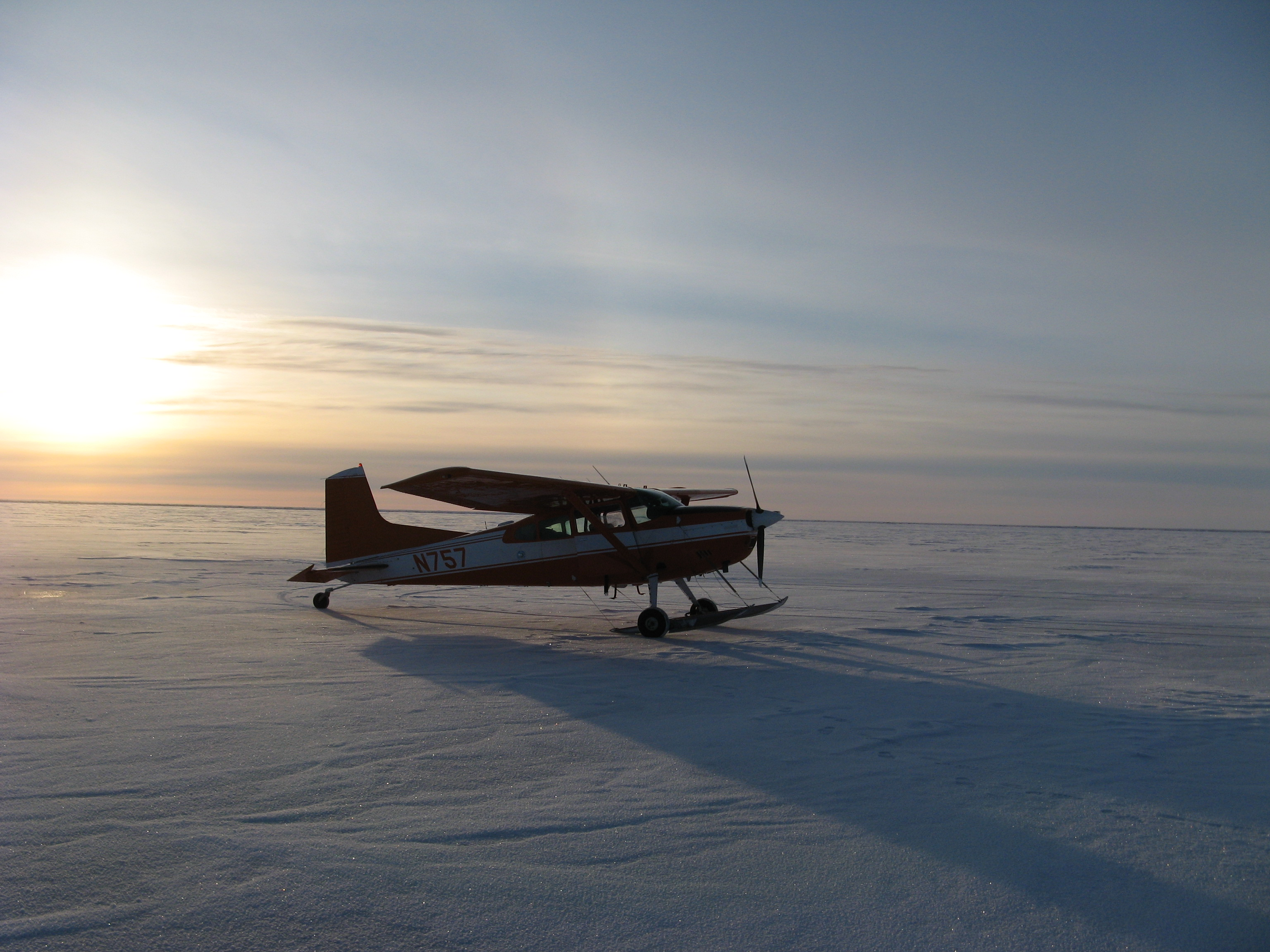
Cessna 185 wyposażona w narty

Cessna 185 – samolot turystyczny amerykańskiej firmy Cessna, znany również jako Skywagon, został oblatany w 1960 roku. Produkcja zakończyła się w 1985 roku i nie została wznowiona w latach 90. wraz z pozostałymi modelami wyposażonymi w podwozie z kółkiem tylnym jak 180 i 170.

## Konstrukcja
Płatowiec jest konstrukcji całkowicie metalowej, wykonany z aluminium. Kadłub konstrukcji półskorupowej, z poszyciem nitowanym do wręg i podłużnic. Skrzydła wsparte zastrzałem, podobnej konstrukcji, z poszyciem nitowanym do dźwigarów i podłużnic. Podwozie w układzie klasycznym, podwozie główne wykonane ze stali sprężynującej, podwozie tylne składało się ze sterowalnego kółka zamocowanego do rury stalowej. Cessna 185 jest przystosowana do montażu pływaków lub nart zamiast konwencjonalnego podwozia.

## Wersje
| Nazwa | Silnik               | Moc    | Masa startowa     | Data certyfikacji |
| ----- | -------------------- | ------ | ----------------- | ----------------- |
| 185   | Continental IO-470-F | 260 KM | 1451 kg (3200 lb) | 31 stycznia 1961  |
| 185A  | Continental IO-470-F | 260 KM | 1451 kg (3200 lb) | 20 września 1961  |
| 185B  | Continental IO-470-F | 260 KM | 1451 kg (3200 lb) | 25 czerwca 1962   |
| 185C  | Continental IO-470-F | 260 KM | 1451 kg (3200 lb) | 19 lipca 1963     |
| 185D  | Continental IO-470-F | 260 KM | 1451 kg (3200 lb) | 17 czerwca 1964   |
| 185E  | Continental IO-470-F | 260 KM | 1451 kg (3200 lb) | 21 września 1961  |
| A185E | Continental O-520-D  | 300 KM | 1519 kg (3350 lb) | 24 września 1965  |

Na podstawie Certyfikatu Typu